# Offshore-Windpark Humber Gateway
Humber Gateway ist ein Offshore-Windpark im Vereinigten Königreich in der Nordsee. Der Park verfügt über 73 Windkraftanlagen mit einer installierten Leistung von zusammen 219 MW und versorgt 150.000 Haushalte mit Strom. Humber Gateway befindet sich acht Kilometer vor der Küste auf Höhe des britischen Ortes Spurn Poin.

## Geschichte
Im Jahr 2002 hat die britische Regierung das Gebiet als geeignet für die Nutzung als Offshore-Windpark klassifiziert. Im folgenden Jahr wurde ein Angebot an das britische Crown Estate gestellt, das die Fläche verwaltet. 2007 und 2008 wurde bei einzelnen Veranstaltungen das Projekt der ortsansässigen Bevölkerung präsentiert. 2009 wurde auch ein Offshore-Windmessmast installiert. Die britische Regierung genehmigte das Projekt 2011. Ab August 2013 wurden die ersten Fundamente installiert sowie Seekabel verlegt. Während der Bauarbeiten wurden E.ON zufolge 1000 Arbeitsplätze geschaffen. 2015 wurde das Projekt fertiggestellt und erstmals Strom produziert.
Im November 2020 wurde bekannt, dass RWE Renewables 49 % von Humber Gateway für 648 Mio. britische Pfund an das Investment-Unternehmen Greencoat verkaufen will, die Transaktion wurde im Dezember 2021 abgeschlossen.

## Technik
Im Windpark wurden 73 Windkraftanlagen des Typs Vestas V112-3.0MW installiert. Der Rotordurchmesser der Anlagen beträgt 112 m.

## Betriebsführung
Die Betriebsführung des Windparks erfolgt durch RWE Renewables.